# 29845 Wykrota
29845 Wykrota este un asteroid din centura principală de asteroizi.

## Descriere
29845 Wykrota este un asteroid din centura principală de asteroizi. A fost descoperit pe 22 martie 1999 la Wykrota de Cristóvão Jacques (astronom). Asteroidul prezintă o orbită caracterizată de o semiaxă mare de 2,41 ua, o excentricitate de 0,16 și o înclinație de 13,9° în raport cu ecliptica.